# Doktryna Świadków Jehowy
Doktryna Świadków Jehowy – system wierzeń przyjętych i głoszonych przez Świadków Jehowy.
Świadkowie Jehowy uznają, że wszelkie nauki, które głoszą i w które wierzą, mają podstawy wyłącznie w Piśmie Świętym, a wprowadzane w nich zmiany są wynikiem stopniowego objawiania ich przez Boga Jehowę, a także ciągłego badania i coraz lepszego zrozumienia Biblii. Za interpretację Pisma Świętego odpowiada Ciało Kierownicze Świadków Jehowy. Wszystkie wprowadzone przez Ciało Kierownicze wskazówki obowiązują każdego Świadka Jehowy, a odstępstwo od wyznawanych zasad moralnych lub wierzeń nie okazującym skruchy skutkuje usunięciem ze zboru – z możliwością ponownego przyjęcia po okazaniu skruchy i zmiany postępowania lub toku rozumowania.
Wierzenia Świadków Jehowy są przez nich głoszone podczas prowadzenia publicznej działalności ewangelizacyjnej, w tym głoszenia od domu do domu oraz w miejscach publicznych, rozpowszechniania licznych bezpłatnych publikacji biblijnych wydawanych przez Towarzystwo Strażnica oraz poprzez bezpłatny serwis internetowy – jw.org.

## Bóg
Świadkowie Jehowy wierzą w jednego, jednoosobowego Boga, który jest najwyższym Władcą i Suwerenem. Uważają, że Bóg ma tylko jedno imię własne wyjawione w Biblii – JHWH, którego używają w historycznej formie Jehowa. Uważają też, że do zbawienia konieczne jest posługiwanie się nim w stosowny sposób i we właściwych sytuacjach.
Według nauczania Świadków Jehowy, Bóg nie miał początku i nie będzie mieć końca. Bóg jest istotą duchową zamieszkującą dziedzinę niebiańską. Wierzą, że Jehowa jest Stwórcą Wszechświata i to z jego mocy i woli wszystko powstało. Uważają, że Jehowa to Bóg, który jest Wybawcą i źródłem wszelkiego wybawienia dla wszystkich, włączając w to Jezusa Chrystusa, którego wybawił ze śmierci. Według Świadków Jehowy wyłącznie Jehowa jest Wszechmocny. Odznacza się on czterema głównymi przymiotami: miłością, mądrością, mocą i sprawiedliwością. Nie uznają nauki o Trójcy Świętej, uważając, że jest sprzeczna z Biblią. Uważają miłość do Boga za najważniejszą zasadę. Wynika z niej konieczność całkowitego, bezwzględnego oddania się Bogu, które ma wynikać z dobrej woli i szczerego przywiązania, na podstawie zdobytej wiedzy biblijnej. Uważają, że wyłącznie Jehowa Bóg powinien być adresatem modlitw.

## Syn Boży
Świadkowie Jehowy wierzą, że Jezus Chrystus (imię Jezus znaczy „Jehowa jest zbawieniem”) jest Jednorodzonym Synem Bożym, który poza Bogiem nie ma żadnego innego zwierzchnika. Według nich Chrystus jest pierwszym stworzeniem i jako jedyny został stworzony bezpośrednio przez Boga, przez co przysługuje mu miano jednorodzonego Syna Bożego (Kol 1:15). Uważają, że Jezus został stworzony jako pierwszy i tylko Jezus współpracował z Jehową przy stwarzaniu wszystkiego innego. Do chwili przeniesienia jego życia do łona Marii i narodzin w ciele ludzkim. Jezus, Jednorodzony Syn Boży żył z Bogiem w niebie jako archanioł Michał (1 Tes 4:16), którym ponownie stał się po powrocie do nieba. Świadkowie Jehowy uważają Chrystusa za Syna Bożego, a nie samego Boga, co ich zdaniem niejednokrotnie sam podkreślał, zwracając się do swojego Ojca w modlitwach. Świadkowie Jehowy uważają, że Jezus przyszedł na ziemię, aby uczyć prawdy o Bogu, by pokazać ludziom, jak powinni wykonywać wolę Bożą oraz by ofiarować swoje doskonałe życie za grzechy innych. Świadkowie Jehowy uznają Chrystusa za swojego Wodza i usilnie starają się naśladować jego przykład oraz wprowadzać w czyn jego nauki. Uznają Jezusa Chrystusa za „największego ze wszystkich ludzi, jacy kiedykolwiek żyli na ziemi, naczelnego Świadka na rzecz Jehowy oraz kluczową postać, dzięki której Bóg Jehowa zapewni ludzkości wybawienie”.

### Śmierć i zmartwychwstanie
Zgodnie z wierzeniami Świadków Jehowy, Jezus Chrystus został uśmiercony na narzędziu w rodzaju crux simplex, określanym przez nich jako „pal męki”. Pogląd ten opierają na dosłownym przekładzie słowa stauros (gr.) i crux (łac.), użytego przez autorów i tłumaczy Nowego Testamentu do opisania narzędzia, na którym Jezus Chrystus został uśmiercony. Pogląd ten przyjęli w 1936 roku. Jego złożone w ofierze doskonałe życie daje wszystkim ludziom możliwość dostąpienia zbawienia – uzyskania życia wiecznego (Mt 20:28; 1 Tm 2:5, 6)

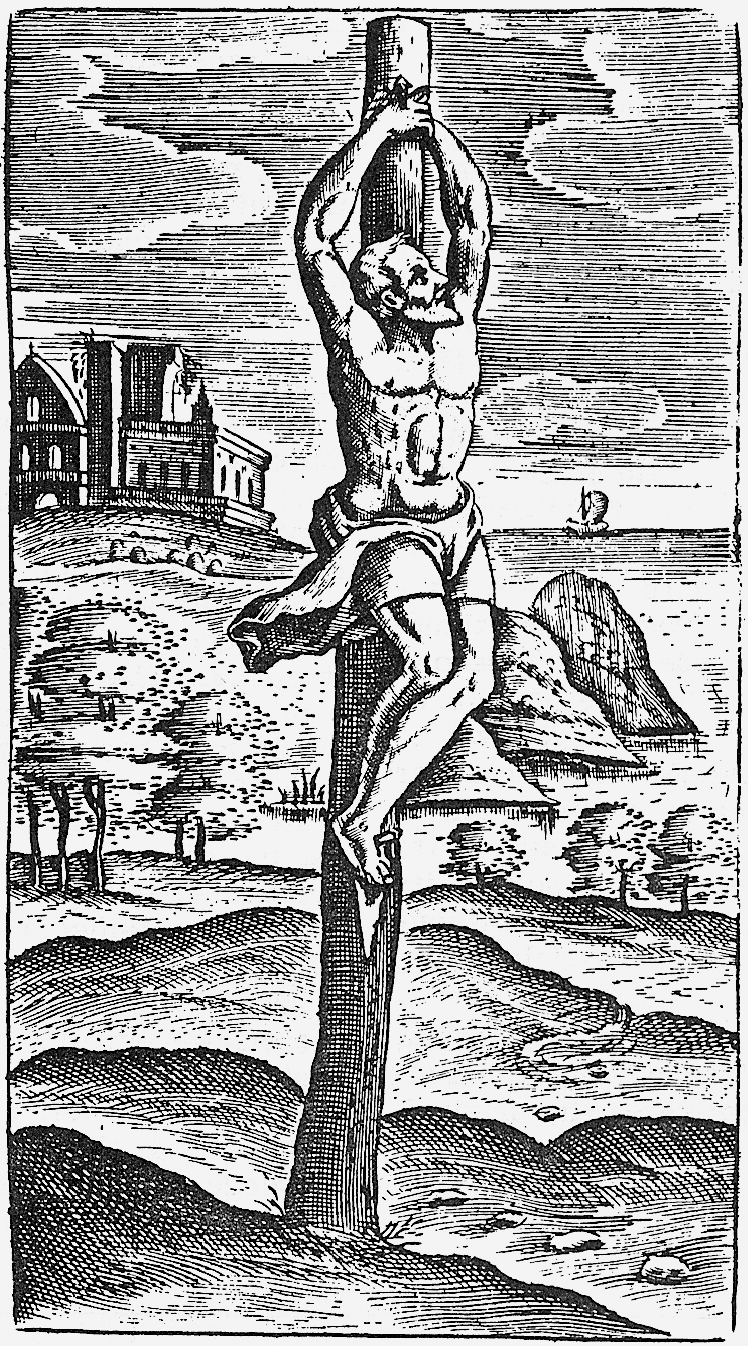
Crux simplex według Justusa Lipsiusa

### Życie w niebie
Według doktryny Świadków po powrocie do nieba Chrystus ponownie stał się archaniołem Michałem, a jesienią 1914 roku otrzymał z rąk Jehowy władzę w niebie, stając na czele niebiańskiego rządu, określanego mianem Królestwa Bożego. Władzę w niebie Chrystus będzie sprawował, jak wierzą Świadkowie, do Armagedonu, a następnie, po Armagedonie, przez 1000 lat będzie królował w niebie i na Ziemi. Zgodnie z tymi poglądami pierwszą rzeczą, którą zrobił po otrzymaniu władzy, było zrzucenie Szatana z nieba na ziemię. Po zakończeniu 1000 lat panowania Chrystus ma ponownie oddać władzę Bogu (Dn 4:10–16; Ap 20:6; 1 Kor 15:28).
Świadkowie wierzą, że w przyszłości w niebie będzie żyć tylko 144 000 osób namaszczonych duchem świętym, tworząc rząd nazwany w Biblii Królestwem Bożym, reprezentujący zwierzchnią władzę Jehowy ze stojącym na czele jego synem, Jezusem Chrystusem. Okazują wiarę w Boga i Jezusa, w swym życiu sprawy materialne uważają za drugorzędne, a szukają najpierw Królestwa i Bożej prawości, miłują prawość i nienawidzą niegodziwości, są usposobieni duchowo, miłosierni, o czystym sercu i pokojowym nastawieniu, wytrwali pomimo drwin i prześladowań. Natomiast poddanymi tego rządu mają być wszyscy ludzie, którzy okażą skruchę i dobrowolnie zaczną przestrzegać praw i woli Boga oraz wydawać owoce ducha. Świadkowie Jehowy uważają, że osoby, które mają stać się członkami rządu Królestwa Bożego, zostały w czasie Ostatniej Wieczerzy objęte osobistym przymierzem z Jezusem Chrystusem co do Królestwa, dotyczącym ich współudziału w jego władzy królewskiej, a dzięki zrodzeniu z ducha świętego stają się duchowymi dziećmi Bożymi, przez co bezpośrednio po śmierci otrzymują swoją nagrodę i przyłączają się w niebie do Jezusa Chrystusa jako królowie.

## Duch święty
Świadkowie Jehowy uważają na podstawie swojego rozumienia Biblii, że duch święty to niewidzialna czynna siła Boga w działaniu, Jego czynna siła. Bóg posługuje się do realizowania swojej woli. Jest święta, ponieważ pochodzi od Jehowy i wykorzystuje ją do czynienia tego, co święte.
Bóg całkowicie dysponuje swoim duchem, swą czynną mocą, działając nim, ale również udzielając go, obdarowując lub napełniając nim czy zsyłając go np. na proroków, apostołów i innych według własnego, suwerennego uznania.
Według nauczania Świadków Jehowy, duch święty to palec Boży, działający na świecie lub w człowieku. Uważają, że te miejsca w Piśmie Świętym, w których duch święty jest przedstawiony jako osoba, są personifikacjami i nie wskazują na to, iż jest on osobą.

## Biblia

### Ogólnie
Świadkowie Jehowy uważają Biblię za spisane wypowiedzi Boga (Słowo Boże), w których objawia on swoją wolę. Na kanon Biblii według Świadków Jehowy składa się 66 świętych ksiąg (odrzucają księgi deuterokanoniczne, nie występujące w pierwotnym kanonie Biblii i które uważają za apokryfy). Zostały one wybrane spośród wielu innych, co dowodzi, że powstały pod natchnieniem Boga. Uważają, że Bóg „tchnął” w wiernych ludzi swego ducha – swą czynną siłę – by pod jego wpływem spisali to, co chciał utrwalić (2 Pt 1:21; Jn 20:21, 22, 2 Tm 3:16). Uważają również, że to sam Jehowa zadbał o ich skompletowanie i ochronę. Świadkowie Jehowy nie używają tradycyjnych terminów Stary i Nowy Testament, zastępując je nazwami Pisma Hebrajskie oraz Chrześcijańskie Pisma Greckie, zrywając z ogólnie przyjętym podziałem Pisma Świętego. Uważają, że określenia Stary i Nowy Testament mogą mylnie sugerować, że pierwsza część Biblii, obejmująca mniej więcej trzy czwarte jej treści, jest przestarzała.
Za jedynego autora Pisma Świętego Świadkowie Jehowy uważają Jehowę, który do jej stworzenia posłużył się około czterdziestoma osobami, a natchnienie Boże Pisma Świętego polegało na poddawaniu odpowiednich myśli pisarzowi, który albo spisywał je dosłownie, albo, niekiedy, nadawał im osobisty, wynikający z jego charakteru, kształt. W efekcie tej pracy powstały księgi, które według Świadków Jehowy w sposób idealny i zrozumiały oddają to, co Jehowa chciał przekazać ludziom i zawsze dają się właściwie przetłumaczyć na każdy język. Uważają, że pisarzami Biblii byli wyłącznie Hebrajczycy, a każda księga została spisana przez osobę, którą tradycja wymienia jako jej autora i w takim kształcie, w jakim je obecnie posiadamy. Uważają, że spisywanie oraz kompletowanie tekstów Pisma Świętego trwało około 1610 lat. Początek tego procesu rozpoczął się w momencie spisania przez Mojżesza Księgi Rodzaju w roku 1513 p.n.e., a następnie trwał on, z różną intensywnością oraz przerwą w latach 443 p.n.e. – 41 n.e., do chwili ukończenia przez Jana ostatniego z jego trzech listów około roku 98 n.e.

### Treść
Świadkowie Jehowy uważają, że głównym tematem Pisma Świętego jest wykazanie słuszności zwierzchnictwa Boga nad wszechświatem oraz urzeczywistnienie za pośrednictwem Królestwa Bożego jego pierwotnego zamierzenia co do Ziemi. Za drugi motyw przewodni uznają objawianie wielkości imienia Jehowy. Według nich, choć Biblia nie jest rozprawą naukową, w wielu kwestiach „stanowi prawdziwą skarbnicę informacji dla archeologów i paleografów”, zawierając rzetelne sprawozdanie historyczne. Uważają również, że Pismo Święte stanowi główne źródło informacji o Bogu. Udziela odpowiedzi na pytania życiowe, życiowych rad i nadziei na przyszłość.

### Chronologia biblijna
Świadkowie Jehowy sprawozdania biblijne traktują jako wydarzenia historyczne, dlatego też starają się umiejscowić je w czasie. W obliczeniu dat kierują się wskazówkami zawartymi w wersetach biblijnych oraz dwiema datami, uznawanymi przez nich za kluczowe: 539 p.n.e. i 29 n.e., gdyż można je uzgodnić z historią świecką. Niektóre daty wydarzeń, obliczone przez Świadków Jehowy, nie pokrywają się z ogólnie przyjętymi przez historyków. Do takich wydarzeń należą np.: zburzenie Jerozolimy przez Nabuchodonozora II i okres panowania Artakserksesa I. Dla Świadków Jehowy biblijna zapowiedź okresu spustoszeń ma istotne znaczenie dla zrozumienia innych ważnych proroctw. Dlatego bez względu na ogólnie przyjętą chronologię świecką, pierwszeństwo dają tekstom Biblii oraz zawartym w niej okresom chronologicznym.

## Królestwo Boże
Wierzą, że Królestwo Boże to realny rząd, który jest jedyną nadzieją dla ludzkości i usunie przyczyny ludzkich cierpień; z tego też powodu unikają wszelkiego angażowania się w doczesne sprawy polityczno-samorządowe narodów i społeczności lokalnych – chociaż biorą udział w pracach społecznych. Uważają, że głoszenie czyli obwieszczanie dobrej nowiny o Królestwie Bożym jest dziś najważniejszą działalnością prowadzoną na ziemi (Obj. 14:6, 7).
Rząd ten ma siedzibę w niebie, a jest złożony z Jezusa (Syna Bożego jako króla i arcykapłana) oraz 144 000 wybranych chrześcijan, będących jego współkapłanami (część z nich przebywa jeszcze na Ziemi), sprawujący władzę od 1914 roku. Królestwo Boże wkrótce usunie z ziemi zło wraz ze wszystkimi ludzkimi rządami i religiami oraz zaprowadzi nowy świat, w którym zapanuje sprawiedliwość i pokój, położy kres wojnom, chorobom, klęskom głodu, a nawet śmierci. Pozostali zbawieni mają żyć na Ziemi w przywróconym raju jako poddani tego Królestwa. Chrystus będzie Królem nad ziemią przez 1000 lat – przez ten okres ludzkość będzie doprowadzona do doskonałości, nastąpi zmartwychwstanie osób, które na to zasługują oraz zostanie unicestwiony Szatan, po czym odda władzę swemu Ojcu, Jehowie, który będzie królował wiecznie, a jego poddani będą w doskonałości żyli wiecznie na ziemi (Dn 2:44; 2 Tm 4:18; Obj 11:15; 1 Kor 15:28). Za główny cel panowania Królestwa Bożego uznają uświęcenie imienia Bożego oraz utwierdzenie władzy Boga nad światem.
Uważają, że Królestwo Boże zapewni na ziemi doskonałe warunki życia wiecznego, a ziemia stanie się rajem, podobnym do ogrodu Eden, w którym żyli Adam i Ewa:
- usunie niedoskonałe rządy podległe władzy Szatana
- doprowadzi do prawdziwego zjednoczenia ludzkości i pojednania jej z Bogiem
- zapewni trwały pokój na całym świecie i usunie przestępczość
- doprowadzi do pokoju między ludźmi a zwierzętami
- zapewni obfitość żywności i sprawiedliwy dostęp do niej dla wszystkich
- usunie wszelkie choroby i proces starzenia się, zostaną uzdrowione wszelkie kalectwa
- umożliwi właściwe zaspokojenie potrzeb mieszkaniowych
- zapewni każdemu ciekawą pracę
- zapewni całkowitą ochronę od klęsk żywiołowych[91][88][92].

## Szatan
Szatan (inne imię Diabeł) według Świadków Jehowy to realna osoba duchowa – zbuntowany anioł, który zapragnął, by ludzie oddawali cześć jemu, a nie Bogu; największy wróg Boga (nie jest to symbol zła lub złych skłonności). Szatan pociągnął do buntu przeciwko Jehowie Bogu wielu innych aniołów, którzy tym samym stali się demonami. Obecnie ma wielką władzę nad światem ludzkim – nad ludźmi oddalonymi od Boga, ludzkimi rządami i religią fałszywą, dlatego w Biblii został nazwany „bogiem tego świata” (2 Kor 4:4; 1 J 5:19). W trakcie 1000-letnich rządów Chrystusa, Szatan będzie uwięziony, po tym okresie ma być na krótko wypuszczony, a następnie na zawsze unicestwiony wraz ze wszystkimi innymi przeciwnikami Boga (Obj 20:1-3, 10, 14).
Uważają, że Szatan posłużył się wężem, by zwieść pierwszych ludzi, Adama i Ewę i nakłonić ich do wypowiedzenia posłuszeństwa Bogu. Przez to jest on odpowiedzialny za rozprzestrzenienie się zła.

## Aniołowie
Świadkowie Jehowy uważają, że aniołowie są potężnymi istotami duchowymi, które Bóg stworzył na długo przed ludźmi. Różnią się rangą i przydzielonymi zadaniami. Lojalni aniołowie przebywają w niebie, czyli w świecie duchowym. W Biblii czasem nazywa się ich duchami i mają bezpośredni kontakt z Bogiem. W przyszłości będą razem z Jezusem walczyć podczas Armagedonu (Obj 19:14, 15). Są istotami, które znacznie przewyższają ludzi mocą i zdolnościami (2 Pt 2:11). Bóg posługuje się wiernymi aniołami, żeby pomagać ludziom, chociaż Biblia nie uczy, że każdy człowiek ma anioła stróża. Nie wierzą, że po śmierci ludzie stają się aniołami, które nie są zmartwychwstałymi ludźmi, tylko odrębnym dziełem Boga (Kol 1:16). Bóg obdarzył aniołów wolną wolą. Szatan – zbuntowany anioł – pociągnął do buntu przeciwko Jehowie Bogu wielu innych aniołów, którzy tym samym stali się demonami, które wraz z Szatanem zostaną unicestwione na zawsze. Świadkowie Jehowy nie kierują modlitw do aniołów.

## Ziemia
Świadkowie Jehowy uważają, że Ziemia powstała w bliżej nieokreślonym czasie. Opis jej stwarzania, zawarty w księdze Rodzaju, dotyczy symbolicznych sześciu okresów (dni), w których była ona przygotowywana do zamieszkania przez ludzi. Świadkowie Jehowy wierzą, że pierwotnym zamierzeniem Bożym wobec Ziemi było, aby została w całości zaludniona czcicielami Stwórcy i że Bóg nie zmienił swojego zamierzenia co do ludzi i Ziemi. Wierzą, że w momencie końca systemu rzeczy, tj. kiedy Boża wojna ogólnoświatowa Armagedonu (wojna w Wielkim Dniu wszechmogącego Boga [Obj 16:14, 16]) zniszczy zło tego świata i tych z ludzi, którzy nie spełniają wymagań Jehowy, zbawione osoby będą cieszyć się życiem wiecznym jako doskonali ludzie, a wszyscy zmarli, zachowani w pamięci Bożej, zostaną wskrzeszeni.
Wierzą, że Bóg nie dopuści do zniszczenia ziemi wskutek wojny nuklearnej, przez zanieczyszczenie środowiska ani w wyniku katastrofy kosmicznej. Nie popierają poglądu, jakoby Bóg miał zniszczyć ziemię ogniem.
Uważają, że ostatecznie w raju na ziemi będzie żyć odpowiednia liczba ludzi; z uwagi na możliwość zapewnienia przez Boga odpowiedniego urodzaju, ludzkości w raju nie grozi niedobór żywności. Nie nastąpi przeludnienie, gdyż w odpowiednim czasie Bóg może powstrzymać proces rozmnażania ludzi.